# Dry Burn
Der Dry Burn ist ein etwa 3,5 km langer Wasserlauf in Northumberland in England. Er entsteht westlich von Sinderhope und fließt in nördlicher Richtung bis zu seiner Mündung rechtsseitig in den River West Allen nördlich von Ninebanks.